# Salles-de-Barbezieux
Salles-de-Barbezieux ist eine französische Gemeinde mit 400 Einwohnern (Stand: 1. Januar 2022) im Département Charente. Sie gehört zum Arrondissement Cognac und zum Kanton Charente-Sud. 

## Geographie
Salles-de-Barbezieux liegt etwa 31 Kilometer südwestlich von Angoulême. Die Nachbargemeinden sind Barbezieux-Saint-Hilaire im Nordwesten und Norden, Saint-Bonnet im Nordosten und Osten, Challignac im Osten und Südosten, Condéon im Süden sowie Reignac im Südwesten und Westen.

## Bevölkerungsentwicklung
| Jahr                       | 1962 | 1968 | 1975 | 1982 | 1990 | 1999 | 2006 | 2019 |
| -------------------------- | ---- | ---- | ---- | ---- | ---- | ---- | ---- | ---- |
| Einwohner                  | 295  | 271  | 267  | 317  | 406  | 408  | 413  | 403  |
| Quellen: Cassini und INSEE |      |      |      |      |      |      |      |      |

## Sehenswürdigkeiten
- Kirche Saint-Jacques aus dem 13. Jahrhundert, Monument historique
- Mühle von L’Isleau aus dem 19. Jahrhundert
- Haus Puymoreau aus dem 16. Jahrhundert

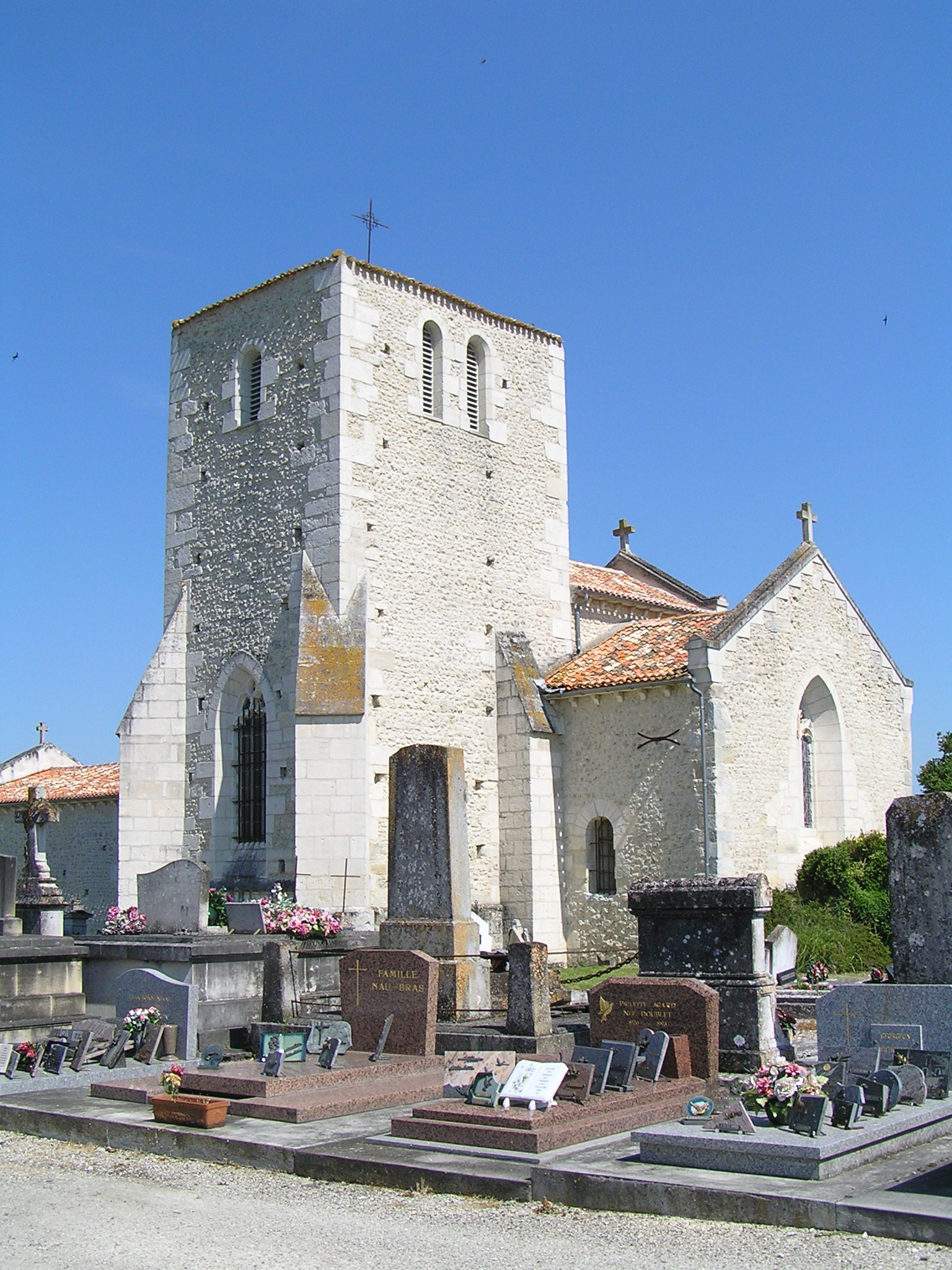
Kirche Saint-Jacques